# Bergtjärnen (Lycksele socken, Lappland, 719986-163600)
Bergtjärnen är en sjö i Lycksele kommun i Lappland och ingår i Umeälvens huvudavrinningsområde. Bergtjärnen ligger i Vindelälven Natura 2000-område.